# Principado de Reuss-Gera
El Principado de Reuss (Línea menor), también llamado Reuss-Schleiz-Gera o Reuss-Gera (en alemán: Reuß jüngere Linie), fue un Estado, bastante mayor que su homónimo de la línea Greiz o línea mayor, situado al este del actual land de Turingia en Alemania. Su capital era la ciudad de Gera. Se formó en 1848 por la reunificación de los tres principados de la línea menor (línea más joven) de la Casa de Reuss: los principados de Reuss-Schleiz, Reuss-Ebersdorf y Reuss-Gera. Toma el nombre de la familia que en él reinó desde finales del siglo XII, la Casa de Reuss, actualmente familia soberana no reinante, perteneciente al pequeño grupo que, junto con las Casas de Austria, Borbón, Prusia, Hannover, Romanov, Hesse, Baviera, etc, integran la primera parte del Almanaque de Gotha.

## Historia
En 1564 la Casa de los condes soberanos de Reuss se dividió en tres líneas dinásticas: la mayor o primogénita, la mediana y la menor o más joven. En 1616 se extinguió la línea mediana y sus territorios se dividieron entre las otras dos líneas dinásticas (la mayor y la menor). Como todos los hijos de los condes tenían igual derecho a la herencia, el territorio de Reuss se fue dividiendo hasta que en 1690 se cambió la ley sucesoria y se estableció que solo el primogénito tendría derecho a la herencia, lo que permitió un reagrupamiento progresivo de los estados de los Reuss. En el caso de los estados pertenecientes a la línea dinástica menor esta reunificación no se produciría hasta mediados del siglo XIX, ya que a principios del siglo XIX aún existían cuatro estados pertenecientes a la Línea menor (Reuss-Gera, Reuss-Schleiz, Reuss-Lobenstein y Reuss-Ebersdorf), que fueron sucesivamente elevados al rango de principados durante los últimos años del siglo XVIII y primeros del XIX.

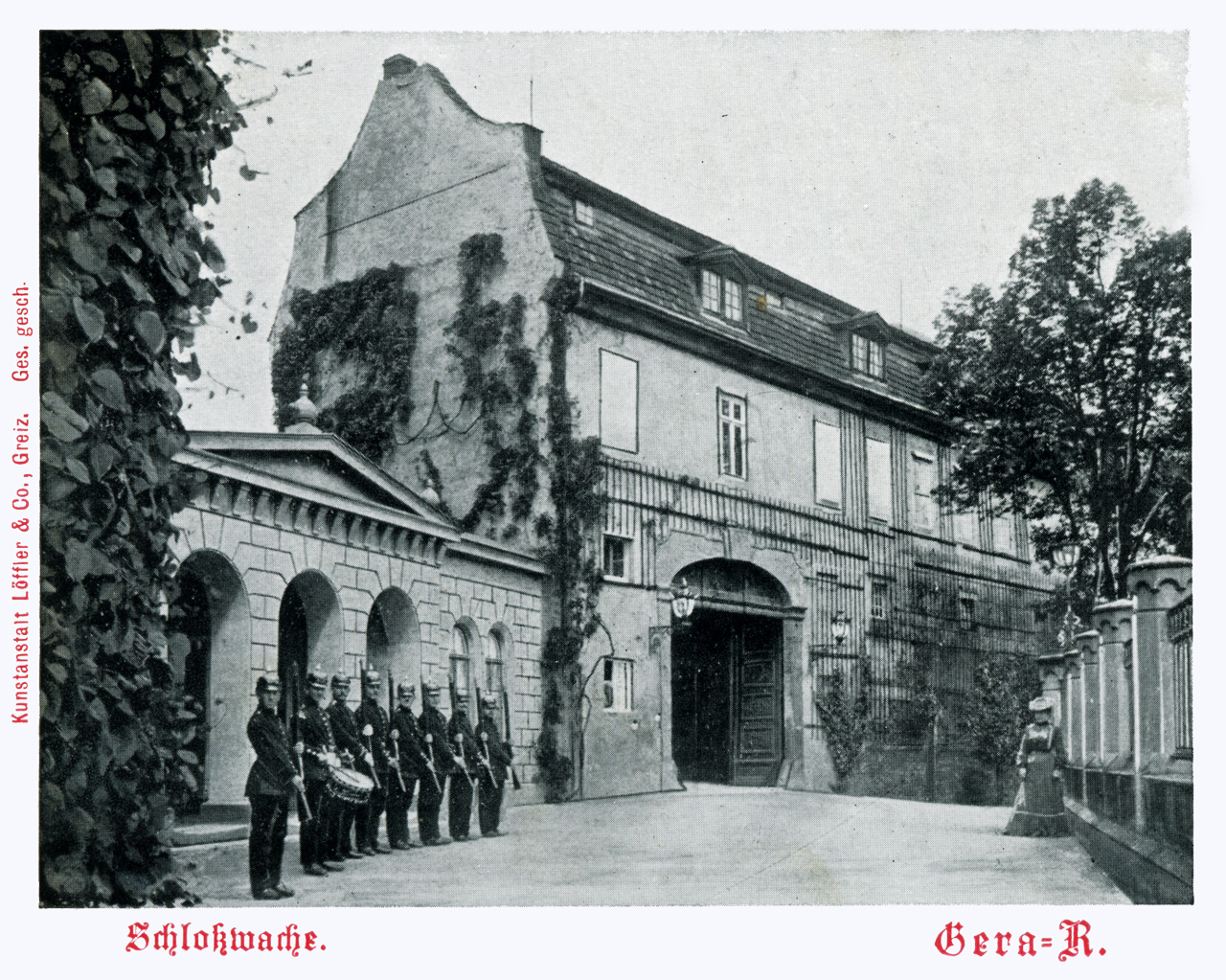
Entrada al Castillo de Osterstein en Gera, residencia de los príncipes de Reuss (línea menor), con la propia guardia, en el.

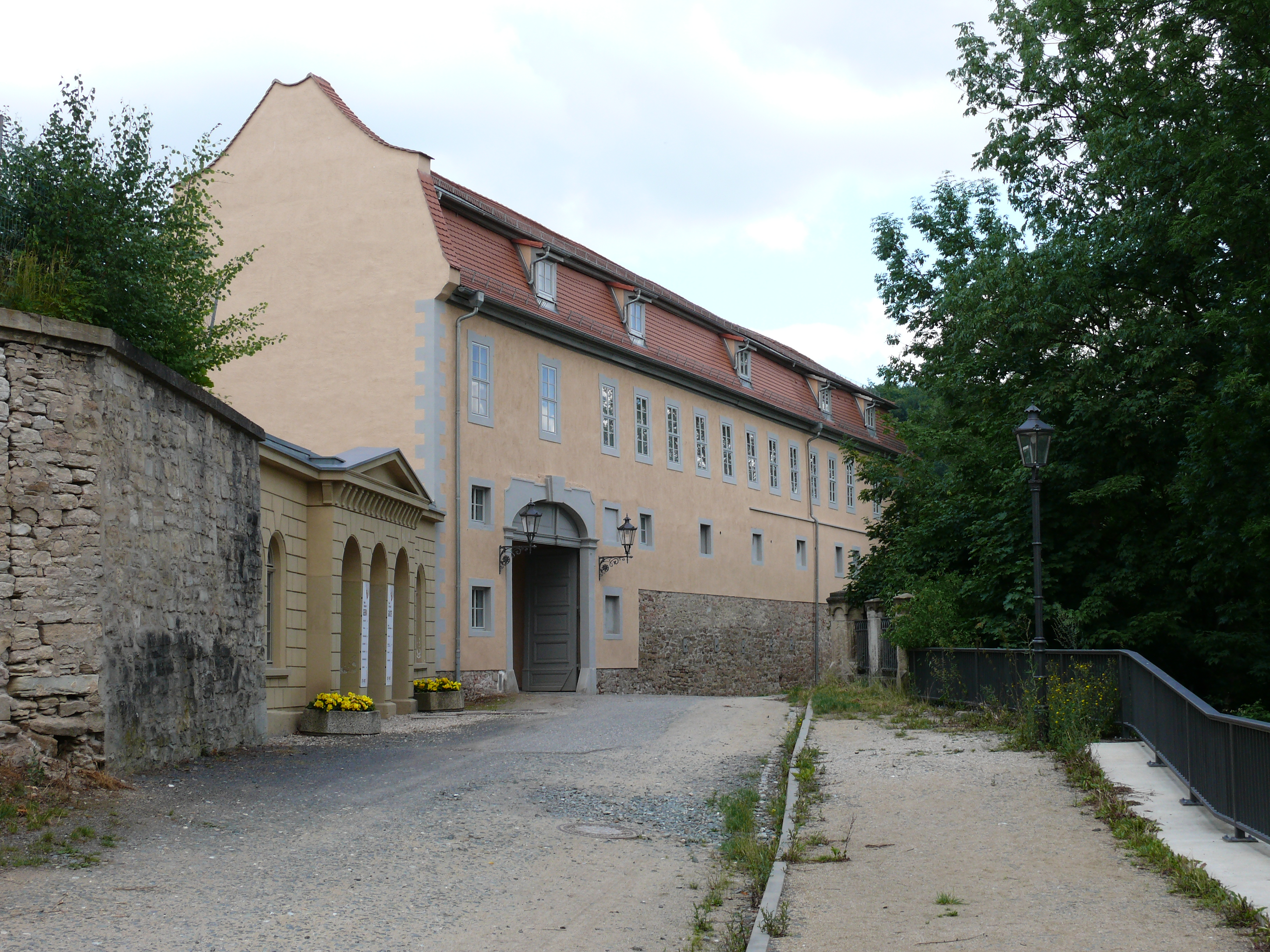
Entrada al Castillo de Osterstein, con el edificio de guardia (a la izquierda), en la actualidad.

En 1802 murió Enrique XXX, último conde soberano de la Casa de Reuss-Gera (línea menor). Los restantes estados de la línea menor tomaron conjuntamente el control sobre el territorio de Gera. En 1824 se extingue la línea de Reuss-Lobenstein cuyo territorio pasó a la línea Reuss-Ebersdorf. La reunificación se produjo durante el turbulento año de 1848 cuando el príncipe Enrique LXXII de Reuss-Ebersdorf se vio barrido por el movimiento revolucionario y se vio obligado a abdicar. El territorio de Reuss-Ebersdorf pasó a poder del príncipe Enrique LXII de la línea Reuss-Schleiz, más favorable a las reformas, y que así reunificó el territorio de la Línea menor en un único estado.
El principado surgido en 1848, llamado oficialmente Principado de Reuss (Línea menor) y también conocido como Reuss-Schleiz-Gera o Reuss-Gera, era miembro de la Confederación Germánica y de la Unión Aduanera Alemana. En 1849 se convirtió el recién creado principado en una monarquía constitucional tras la aprobación de una constitución muy progresista para la época y de una ley electoral con sufragio indirecto. Durante los siguientes años se hicieron varias reformas de carácter conservador (en 1852 y 1856) que moderaron notablemente la constitución original.
El sucesor al frente del principado, Enrique LXVII (1854-1867), se tuvo que enfrentar a la crisis de la guerra austro-prusiana de 1866. En contraposición a su vecino Reuss (Línea mayor), Reuss (Línea menor) tuvo una posición neutral de partida, que sin embargo derivó finalmente en una posición filo-prusiana. El 28 de junio se integró voluntariamente en la Confederación de Alemania del Norte auspiciada por Prusia y el 2 de julio abandonó la Confederación Germánica. En 1867 cedió parte de su soberanía como la política exterior, militar y económica en favor de la Confederación de Alemania del Norte y de la hegemónica Prusia.
Con el príncipe Enrique XIV (1867-1913), Reuss (Línea menor) se integra en 1871 en el Imperio Alemán, aunque manteniendo, como los demás estados, su soberanía. Reuss (Línea menor) poseía un voto en el Consejo Federal (Bundesrat), donde era representado por el gran ducado de Sajonia-Weimar-Eisenach.
Debido al auge de la industria textil en la segunda mitad del siglo XIX, Reuss (Línea menor) vio un incremento de población cercano al 150%, especialmente en su capital, Gera.
Tras el colapso del Imperio y la proclamación de la república (11 de noviembre de 1918), el príncipe Enrique XXVII que también era regente del vecino principado de Reuss (Línea mayor), abdicó. Reuss (Línea menor) se convirtió en un estado libre, que en 1919 se fusionó con Reuss (Línea mayor) en el Estado Popular de Reuss, con capital en Gera. En 1920 el estado de Reuss se unió al recién creado land de Turingia.

## Abolición de la monarquía
El último príncipe soberano, Enrique XXVII, Príncipe Soberano de Reuss, Conde y Señor de Plauen, Señor de Greiz, Lobenstein, Schleiz, Gera y Kranichfeld, regente del principado de la línea mayor, contrajo matrimonio con la princesa Elisa de Hohenlohe-Langenburg, hija del príncipe Hermann de Hohenlohe-Langenburg y de la princesa Leopoldina de Baden, nieta de los Grandes Duques soberanos de Baden. Con él terminó la soberanía de la Casa de Reuss que se remontaba a finales del siglo XII.
De este matrimonio nacieron cinco hijos:
1. La princesa Victoria Feodora (Potsdam 21.4.1889, +Rostock 18.12.1918), que casó en Gera el 24.4.1917 con el duque Adolfo Federico de Mecklemburgo-Schwerin (Schwerin, 10.10.1873), electo I Duque soberano del estado de la Unión Báltica, Coronel del ejército prusiano, Gobernador de Togo, hijo de Federico Francisco II y de la Princesa de Schwarzburg-Rudolstadt. De este matrimonio sólo tuvo una hija, la duquesa Woizlawa Feodora de Mecklemburgo-Schwerin (Rostock, 17.12.1918), que se casó con su primo el príncipe Enrique I Reuss, Teniente del ejército alemán, que heredó todas las propiedades de la extinta línea reinante, con descendencia.
2. La princesa Luisa (Ebersdorf 17.7.1890, +Ebersdorf 12.8.1951), que murió sin contraer matrimonio.
3. El príncipe Enrique XL (Gera 17.9.1891, +Gera 4.11.1891).
4. El príncipe Enrique XLIII (Ebersdorf 25.7.1893, +Gera 13.5.1912).
5. El príncipe heredero Enrique XLV, jefe de la casa (Ebersdorf 13.5.1895, desaparecido en 1945).

El actual jefe de la casa es Su Alteza Serenísima el príncipe Enrique XIV, Príncipe de Reuss, Conde y Señor de Plauen, Señor de Greiz, Lobenstein, Schleiz, Gera y Kranichfeld (Varlar 18.8.1918), hijo de Enrique IV de Reuss-Köstritz y María Luisa de Salm-Horstmar, Wildgravina y Ringravina de Salm. Él, junto a su descendencia, reside en el castillo familiar de la línea Reuss-Köstritz en Ernstbrunn (Austria) y está casado con Johanna von Frantz.
La familia, como todas las que perdieron su soberanía después del congreso de Viena, sigue teniendo el rango de familia soberana y todos sus miembros no morganáticos reciben el título de príncipe o princesa de Reuss y el tratamiento de Alteza Serenísima.

## Economía
Reuss (Línea menor) tenía en la ciudad de Gera el centro de la industria textil de Turingia Oriental. En 1891 había 62 fábricas textiles con cerca de 10.834 trabajadores en el estado. La más conocida era la firma Ernst Friedrich Weisspflog, fundada en 1834. Gera era también un punto central de la construcción de maquinaria con las fábricas de Moritz Jahr, Alfred Kuhn, August Jahn y Karl Wetzel.

## Príncipes de Reuss (línea menor)

### Príncipes reinantes deReuss-Lobenstein
1. 1790-1805 Enrique XXXV. (1738-1805)
2. 1806-1824 Enrique LIV. (1767-1824)

### Príncipes reinantes deReuss-Ebersdorf
1. 1806-1822 Enrique LI. (1761-1822)
2. 1822-1824 Enrique LXXII. (1797-1853)

### Príncipe reinante de Reuss-Ebersdorf-Lobenstein
1. 1824-1853 Enrique LXXII. (1797-1853)

### Príncipes reinantes deReuss-Schleiz
1. 1806-1818 Enrique XLII. (1752-1818)
2. 1818-1848 Enrique LXII. (1785-1854)

### Príncipes jefes de la líneaReuss-Köstritz
1. 1806-1814 Enrique XLIII. (1752-1814)
2. 1814-1856 Enrique LXIV. (1787-1856)
3. 1856-1878 Enrique LXIX. (1791-1878)
4. 1878-1894 Enrique IV. (1821-1894)
5. 1894-1910 Enrique XXIV. (1855-1910)
6. 1891-1946 Enrique XXXIX. (1910-1946)

### Príncipes reinantes de Reuss (línea menor)
1. 1848-1854 Enrique LXII. (1785-1854)
2. 1854-1867 Enrique LXVII. (1789-1867)
3. 1867-1913 Enrique XIV (1832-1913)
4. 1913-1918 Enrique XXVII. (1858-1928)

### Príncipes jefes de la Casa trasla caída de la monarquía
1. 1918-1928 Enrique XXVII. (1858-1928)
2. 1928-1945 Enrique XLV. (1895-1945)
3. 1946-2012 Enrique IV. (1919-2012)
4. 2012- Enrique XIV. (1955- )